# Betula albosinensis
Espèce
Classification phylogénétique
Statut de conservation UICN

 LC  : Préoccupation mineure
Bouleau rouge chinois.
Betula albosinensis, ou bouleau rouge chinois, syn. B. bhojpattra var. sinensis, B. utilis var. sinensis, est une espèce de bouleau dans la famille des Betulaceae, originaire de Chine occidentale. C'est un arbre à feuilles caduques pouvant atteindre 25 mètres de hauteur dans son habitat naturel et environ 10 mètres lorsqu'il est cultivé dans les parcs. Il est caractérisé par son tronc brunâtre, voire de couleur crème quand il est nouvellement exposé, à l'écorce qui pèle. Son nom signifie blanc chinois en latin. Il produit des chatons bruns au printemps.
Betula albosinensis est prisé comme arbre ornamental pour les parcs et les grands  jardins, et compte de nombreux cultivars, comme 'China Rose', 'Fascination' et 'Red Panda' qui ont gagné l'Award of Garden Merit de la Royal Horticultural Society.

## Photographies

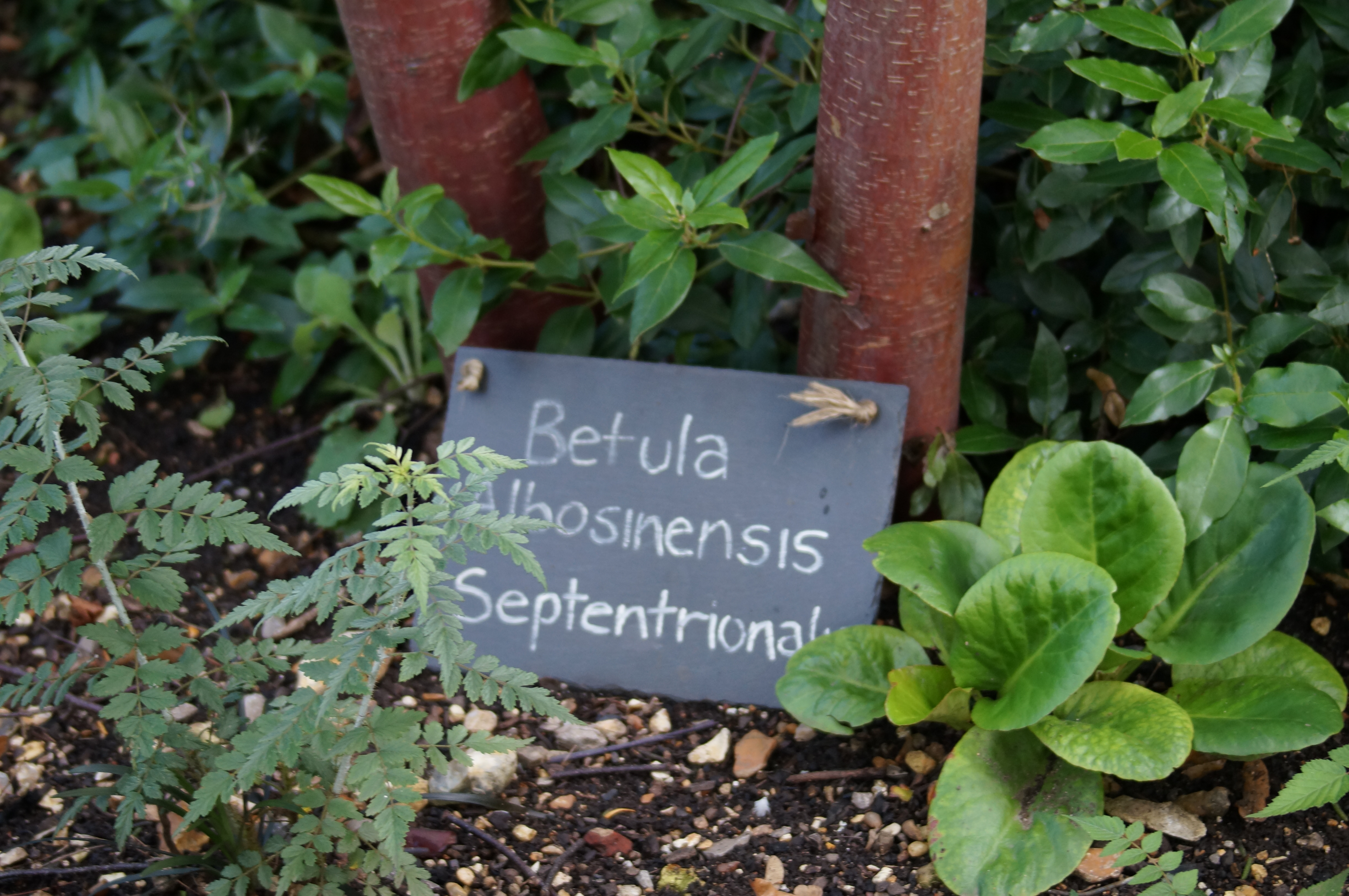
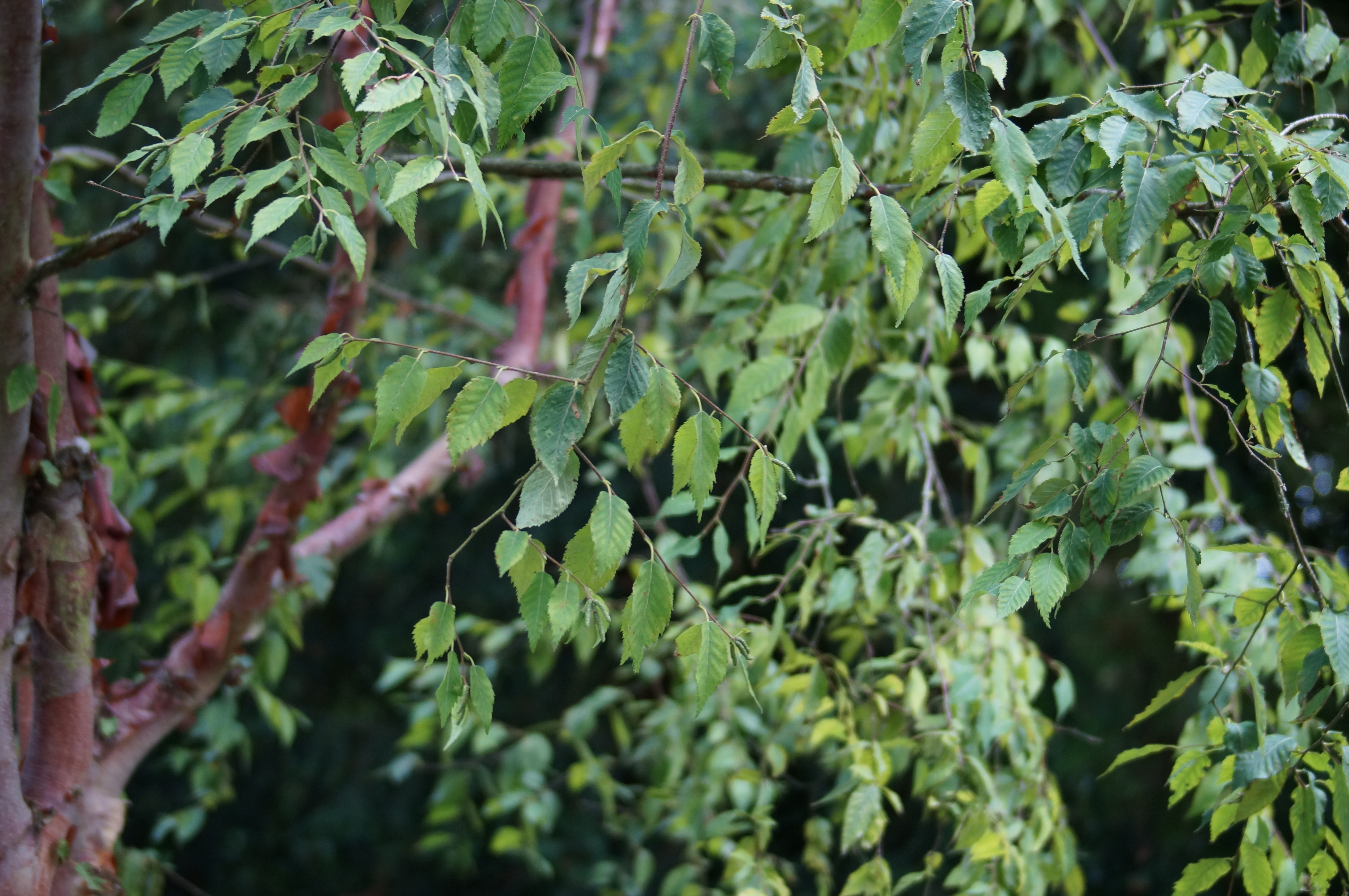
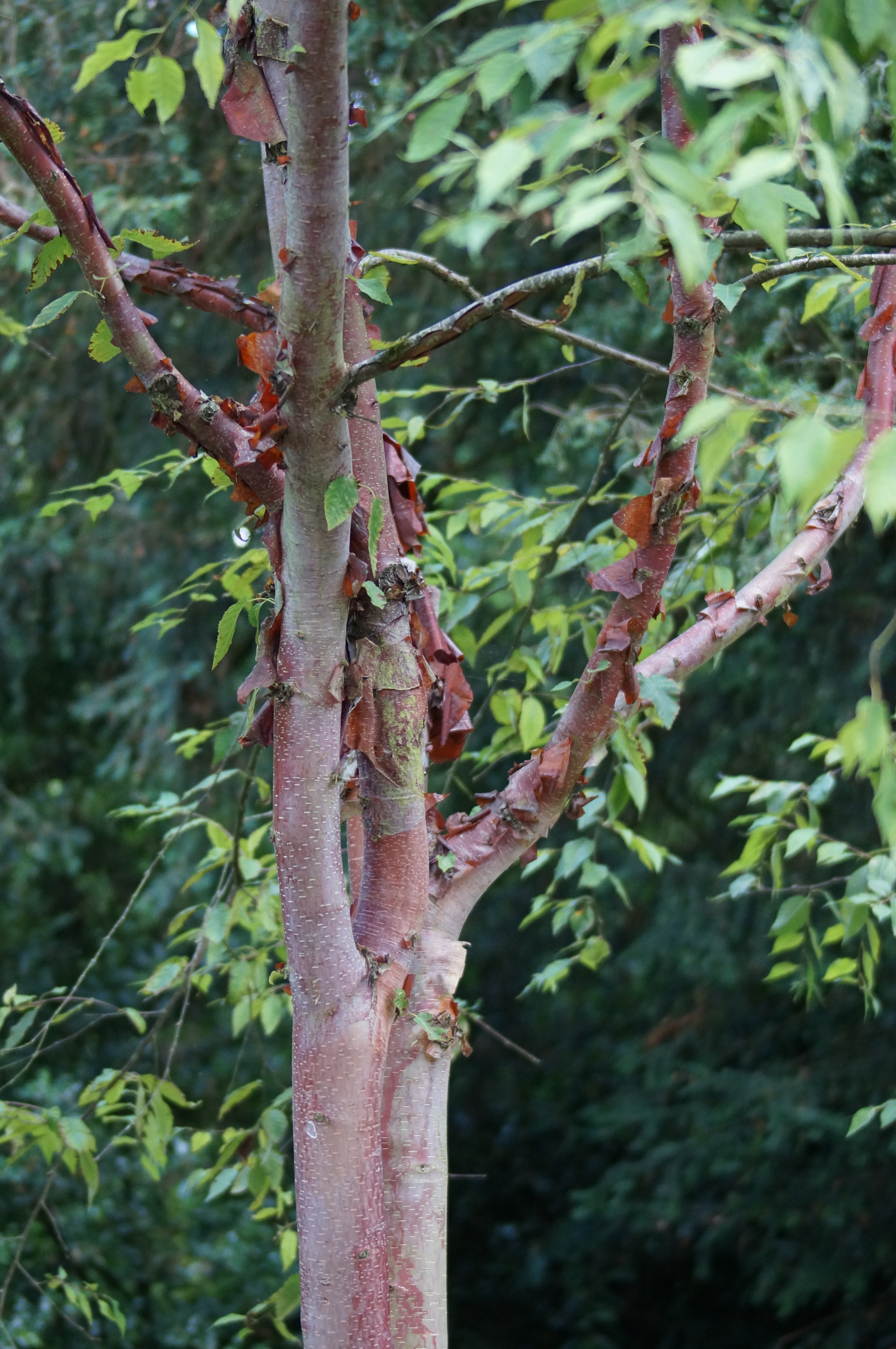
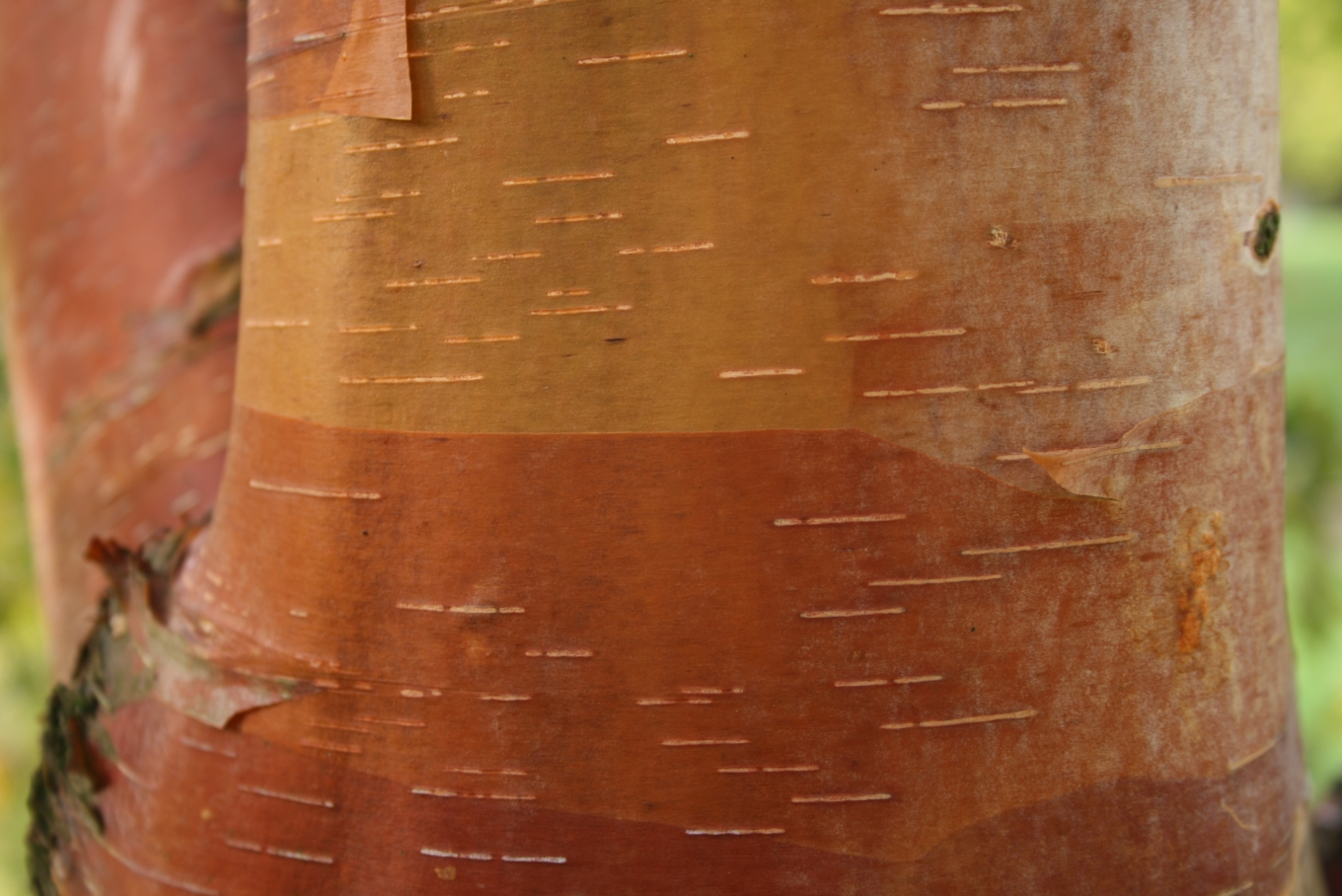